# Paphiopedilum tonsum
Paphiopedilum tonsum é uma espécie de orquídea terrestre, família Orchidaceae, que habita Sumatra.